# Opa (Lolotoe)
Opa ist ein osttimoresischer Suco im Verwaltungsamt Lolotoe (Gemeinde Bobonaro).

## Geographie
Der Suco Opa liegt im Osten des Verwaltungsamts Lolotoe. Nordwestlich liegt der Suco Deudet und östlich die Sucos Guda und Lupal. Im Süden grenzt Opa an die Gemeinde Cova Lima mit ihrem Suco Labarai (Verwaltungsamt Suai). Nördlich von Opa liegt der Suco Leber (Verwaltungsamt Bobonaro). Opa hat eine Fläche von 32,40 km² und teilt sich in die drei Aldeias Mape (Bunak für „Fischadler“), Raimea („Lehm“) und Tepa.
Durch den Süden von Opa fließt von West nach Ost der Fluss Foura, der später einem Teil der Grenze zu Lupal folgt und dann nach Cova Lima weiterfließt. Die Nordgrenze zu Leber bildet der Pa, ein Nebenfluss des Loumea.
In der Mitte verengt sich das Territorium des Sucos Opa auf weniger als einen Kilometer. Von Westen begrenzt der Tulo (1285 m, Lage) das Gebiet. Ihm südöstlich vorgelagert ist der Sibi (976 m, Lage). In den Süden der so teilweise abgetrennte nördliche Aldeia Tepa führt der Gebirgszug des Tulo hinein und bildet die Gipfel des Lolo Penel (1261 m, Lage) und des Tefawa (1275 m, Lage). Im Zentrum der Aldeia Raimea befinden sich der Gubulba (906 m, Lage), der Lolo Beleasu (764 m, Lage) und der Sulogup (797 m, Lage).
Südlich des Foura liegt an der Grenze zu Deudet der Baharba (610 m, Lage). Der Foho Gelapor (619 m, Lage) befindet sich im Südwesten, nah der Grenze zu Cova Lima, der Meope (702 m,Lage) auf der Grenze im Südosten. Der Salili (575 m, Lage) liegt nah dem Foura, genauso wie der weiter östlich der Zoba (593 m, Lage). Während im Norden Hochlandwälder Opa prägen, ist der Großteil des Sucos von dichten Tiefland-Feuchtwäldern bedeckt. Südlich des Foura gibt es in Opa keine Besiedlung.
Im Zentrum des Sucos liegt Lolotoe, der Hauptort des Verwaltungsamts. Er besteht aus mehreren kleinen Gruppen von Häusern. Seinen Ostteil bildet die Siedlung Raimea, Mokou ist ein Vorort im Nordwesten. Südlich des Ortes Lolotoe befindet sich der See Tepha (Lage). Weiter südwestlich liegen die Dörfer Mape und Tepa. In der Aldeia Tepa im Norden befinden sich die Orte Tepa (Tepu), Holak (Hollac, Raimea), Tesigele und Gulumugun.
Im Ort Lolotoe befinden sich der Sitz des Sucos Opa und des Verwaltungsamtes Lolotoe, die Pfarrkirche Nossa Senhora de Fátima, ein Hospital, eine Bücherei, eine Polizeistation, eine Grundschule und eine Prä-Sekundarschule. In Holak gibt es eine Vorschule, Mape und Tepa (Aldeia Tepa) weitere Grundschulen. In Tepa steht zudem die Kapelle São João Bosco Tepa.
Lolotoe verfügt über ein Mikroklima, so dass hier mit 2837 mm pro Jahr die größten jährlichen Niederschlagsmengen in Osttimor registriert werden.

## Einwohner
Im Suco leben 1.720 Einwohner (2015), davon sind 851 Männer und 869 Frauen. Im Suco gibt es 348 Haushalte. Über 65 % der Einwohner geben Bunak als ihre Muttersprache an. Etwa 35 % sprechen Tetum Prasa.

## Geschichte
In den Hügeln um den Zoba (Zoba Zova) entstand 1976 eine Widerstandsbasis (base de apoio), in der von der FRETILIN Flüchtlinge vor der indonesischen Invasion angesiedelt wurden. Sie wurde später von der indonesischen Armee zerstört.
Im Mai 1999, als das Unabhängigkeitsreferendum in Osttimor vorbereitet wurde, besetzten indonesische Truppen und pro-indonesische Milizen Deudet und Opa und begannen die Bevölkerung zu terrorisieren. Es kam zu willkürliche Verhaftungen, Missbrauch, Vergewaltigungen, Folter und Mord.
Indonesische Soldaten und Mitglieder der Miliz Kaer Metin Merah Putih (KMP) trieben Mitglieder und vermeintliche Unterstützer des CNRT zusammen, der Dachorganisation der Unabhängigkeitsbewegung Osttimors. Viele wurden geschlagen und gefoltert. Frauen wurden in einem so genannten Rape houses vergewaltigt. 2005 fand man in Lolotoe ein Massengrab mit 30 Unabhängigkeitsbefürwortern, die hier umgebracht wurden. Erst das Eintreffen der INTERFET beendete das Leiden der Bevölkerung.

## Politik
Bei den Wahlen von 2004/2005 wurde Justino Belo zum Chefe de Suco gewählt. Bei den Wahlen 2009 gewann Duarte Mendes, 2016 Graciano Orlanda und 2023 Moises da Costa.